# Minneapolis
Minneapolis (IPA: ˌmɪniˈæpʌlɪs) je největší město státu Minnesota ve Spojených státech amerických. Město se rozkládá na celkové ploše 148,8 km² a žije v něm přibližně 430 tisíc obyvatel. Spolu s městem Saint Paul tvoří metropolitní oblast Twin Cities, s celkovou populací přes 3,5 milionu obyvatel.
Samotné označení Minneapolis vychází ze dvou slov: ze siouxského minne (voda) a řeckého polis (město), tedy „Město vodopádů“.

## Historie
Původními obyvateli byli indiánské kmeny Odžibvejů a Siouxů.
Časově nejzazší lidské osídlení Minneapolisu se datuje do období 10 tisíc let př. n. l.
V roce 1680 zdejší krajinu navštívil františkánský misionář Louis Hennepin, jenž pojmenoval jediný vodopád řeky Mississippi, Saint Anthony Falls. Na východ od pro Siouxy posvátného vodopádu vznikla osada St. Anthony, rovněž pojmenovaná po Svatém Antonínovi z Padovy.
Roku 1819 byla vybudována pevnost Fort Snelling. Oblast pod vojenskou jurisdikcí začali počínaje rokem 1849 nezákonně „okupovat“ osadníci, kterým zde bylo povoleno žít trvale roku 1855. Rovněž roku 1855 byl dokončen první most přes Mississippi, a to dřevěný visutý most Hennepin Avenue Bridge spojující západní břeh s Nicolletovým ostrovem (Nicollet Island).
Minneapolis se stalo městem v roce 1867, zatímco St. Anthony o sedm let dříve. Obě města splynula v jedno v roce 1872.
Hennepinův most sice nevydržel, jeho úlohu ale převzal jiný, kamenný železniční most Stone Arch Bridge dokončený roku 1883, druhý nejstarší dosud používaný most přes zdejší americkou řeku.
Vodní toky přispívaly k prvotnímu hospodářství, podél nich totiž vznikly mlýny. V roce 1870 již město platilo za hlavního producenta mouky ve Spojených státech, nejen díky dvěma společnostem Pillsbury Company Mill či Washburn Crosby Company Mill.
Lesnictví bylo druhým významným oborem s vrcholem v závěru 19. století, na rozdíl od produkce mouky ale jeho význam klesal. Druhá polovina 19. století s sebou přinesla též pivařství, v roce 1890 navíc vznikl spojením čtyř podniků velkopodnik Minneapolis Brewing Company.

## Politika
Minneapolis tvoří se Saint Paul základnu Demokratů ve státě Minnesota. V roce 2016 zde demokratická kandidátka na prezidenta Hillary Clintonová vyhrála rozdílem 150 tisíc hlasů, největším, jakým zde kdy jakýkoliv kandidát uspěl.

## Demografie
Podle sčítání lidu z roku 2010 zde žilo 382 578 obyvatel.

### Rasové složení
- 63,8 % bílí Američané
- 18,6 % Afroameričané
- 2,0 % američtí indiáni
- 5,6 % asijští Američané
- 0,1 % pacifičtí ostrované
- 5,6 % jiná rasa
- 4,4 % dvě nebo více ras

Obyvatelé hispánského nebo latinskoamerického původu, bez ohledu na rasu, tvořili 10,5 % populace.

## Kultura
Město je domovem Guthrieho divadla (Guthrie Theater).
Hudební stránku kultury zastupuje Minnesotská opera nebo Minnesotský orchestr, který mimo jiné dvakrát zavítal na Kubu. Ve druhém případě se tak stalo při příležitosti oslavy obnovení americko-kubánských vztahů v roce 2015.
Ve městě sídlí hlavní část Minnesotské univerzity založené v roce 1851, dále také Metropolitní státní univerzita ustanovená roku 1971.

## Sport
- NFL: Minnesota Vikings
- MLB: Minnesota Twins
- NBA: Minnesota Timberwolves
- NHL: Minnesota Wild (sídlí v Saint Paul)
- MLS: Minnesota United (sídlí v Saint Paul, dříve v Minneapolis)

## Osobnosti spjaté s historií města
- J. Paul Getty (1892–1976), americký podnikatel, průmyslník, sběratel umění a mecenáš[9]
- The Andrews Sisters – dívčí pěvecká skupina, kterou tvořily: LaVerne Sophia Andrews (1911–1967), Maxene Andrews (1916–1995) a Patty Andrews (1918–2013)[10]
- Charles Schulz (1922–2000), americký kreslíř a autor komiksů[11]
- John Tate (1925–2019), americký matematik a vysokoškolský profesor[12]
- Peter Graves (1926–2010), americký herec a režisér[13]
- Terry Gilliam (* 1940), americký filmový režisér a výtvarník[14]
- Richard Dean Anderson (* 1950), americký herec[15]
- Jesse Ventura (* 1951), americký bývalý wrestlingový zápasník, herec, a guvernér státu Minnesota[16]
- Louie Anderson (1953–2022), americký komik, herec, spisovatel a moderátor[17]
- Prince (1958–2016), americký zpěvák, hudební skladatel a multiinstrumentalista[18]
- Paul Westerberg (* 1959), americký zpěvák, kytarista, člen kapely The Replacements[19]
- Vince Vaughn (* 1970), americký herec[20]
- Zach Parise (* 1984), americký hokejový útočník[21]
- Lio Tipton (* 1988), americká herečka a modelka, bývalá krasobruslařka[22]

## Partnerská města
- Bosaso, Somálsko, od 2014
- Nadžaf, Irák, od 2009
- Cuernavaca, Mexiko, od 2008
- Uppsala, Švédsko, od 2000
- Eldoret, Keňa, od 2000
- Charbin, Čína, od 1992
- Tours, Francie, od 1991
- Novosibirsk, Rusko, od 1988
- Ibaraki, Japonsko, od 1980
- Kuopio, Finsko, od 1972
- Santiago de Chile, Chile, od 1961
- Villach, Rakousko, od 1988

## Fotogalerie

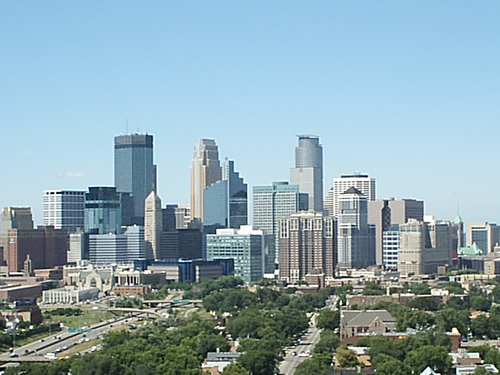
Pohled na město
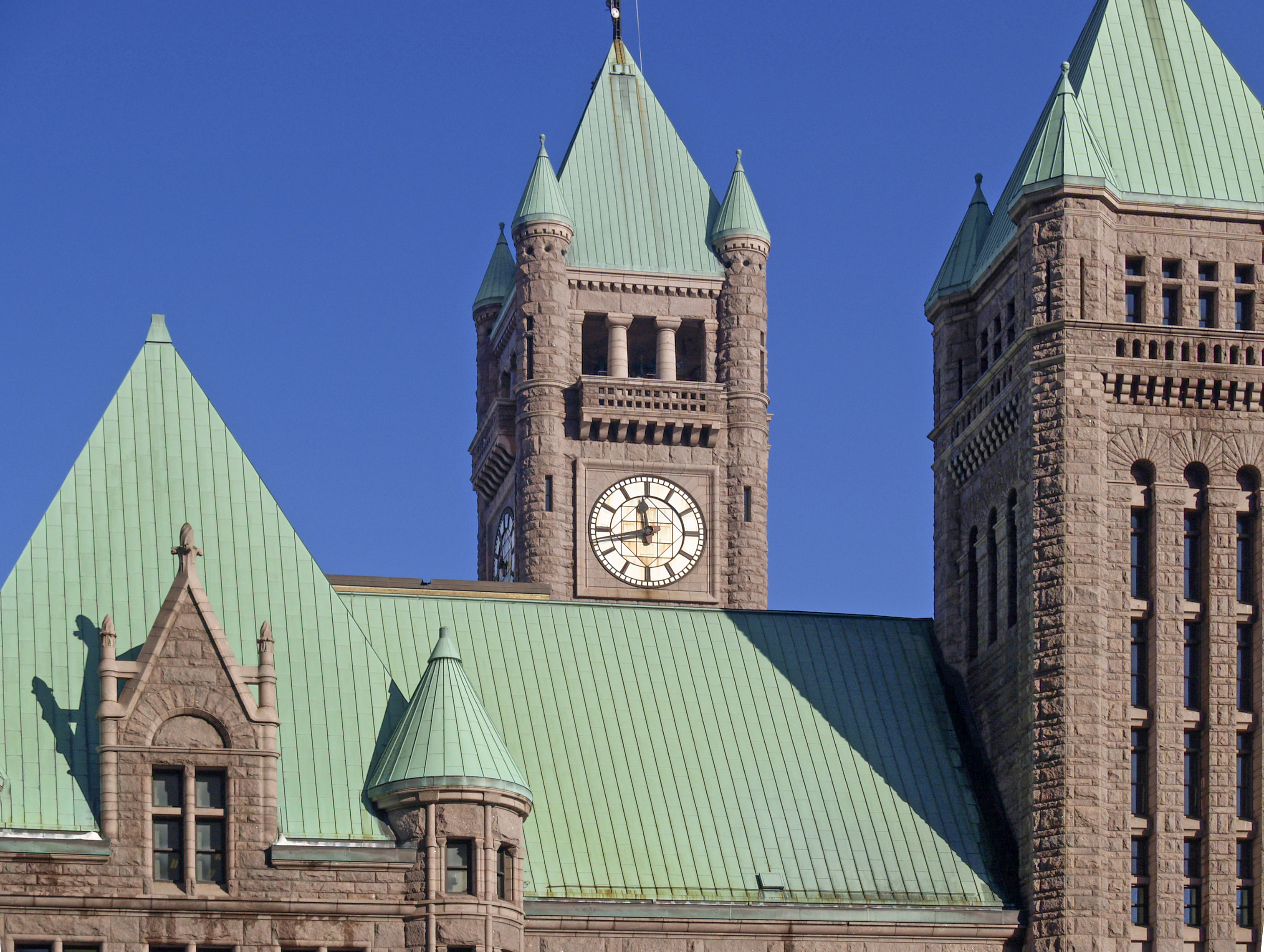
Radnice
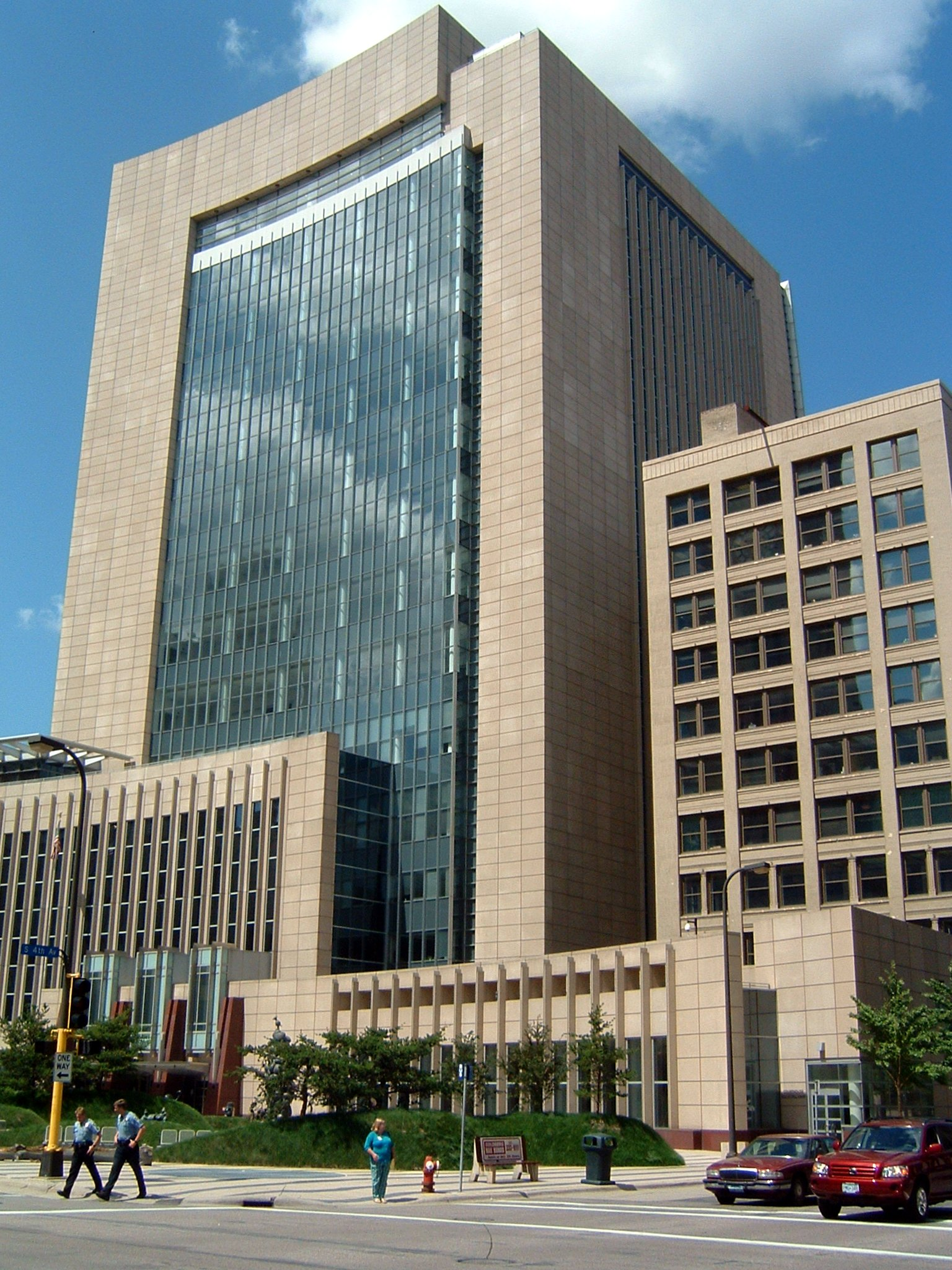
Federální soud
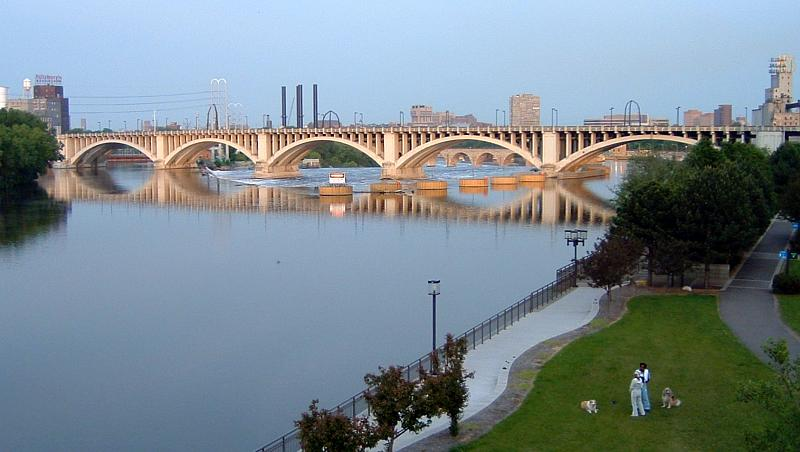
Third Avenue Bridge
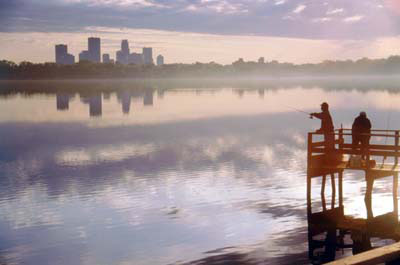
Jezero Calhoun
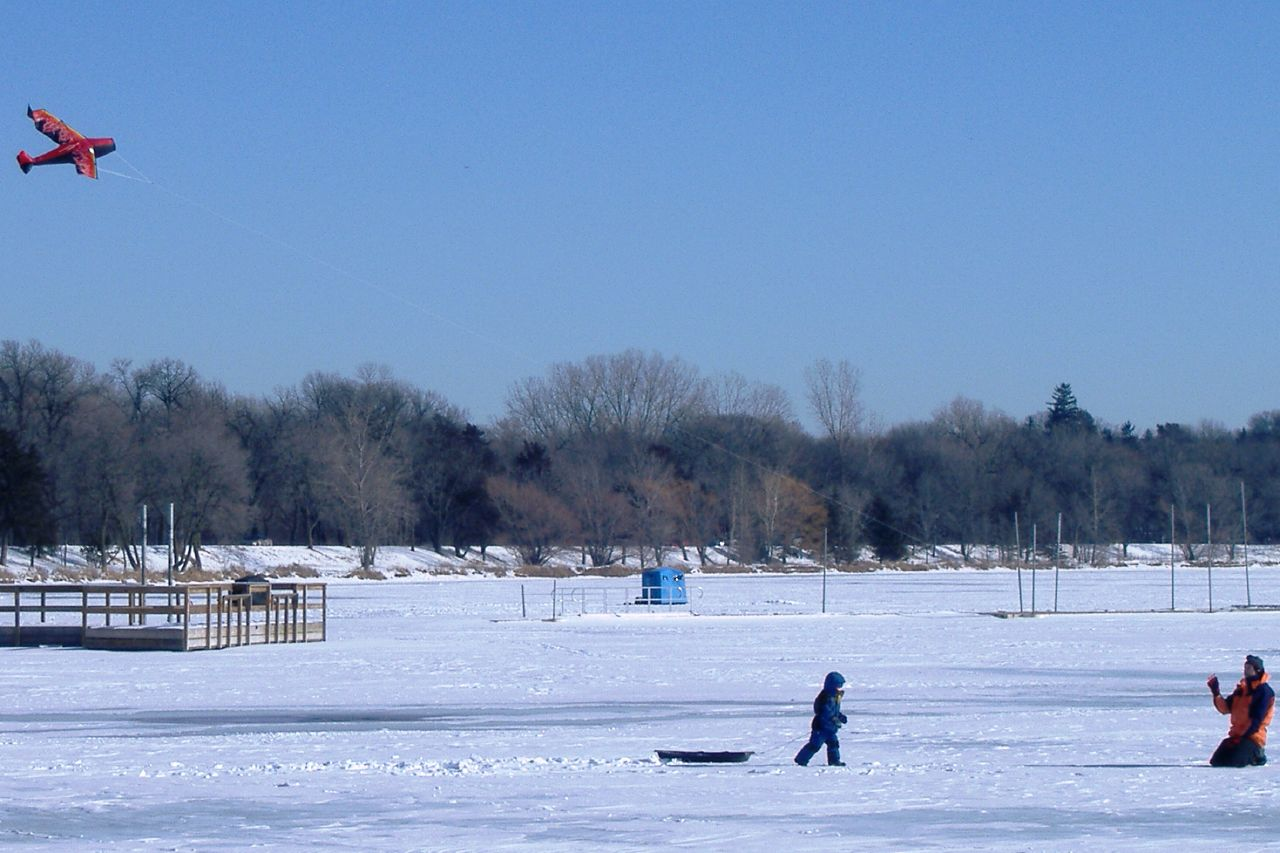
Jezero Harriet v zimě